# Кретьєн Гійом де Ламуаньон де Мальзерб
Кретьєн Гійом де Ламуаньйон де Мальзерб (фр. Chrétien Guillaume de Lamoignon de Malesherbes; народився 6 грудня 1721, Париж, Франція — страчений 22 квітня 1794, там само, Франція) — французький державний діяч, один з трьох адвокатів на суді над Людовіком XVI. Жертва якобінського терору. Прадід Алексіса де Токвіля.

## Біографія
Кретьєн-Гійом був сином Гійома де Ламуаньйон де Бланменілю, французького державного діяча, який у 1750—1768 роках обіймав посаду канцлера.
Кретьєн-Гійом навчався в єзуїтській колегії Парижа, був радником парламенту, пізніше став, як колись і його батько, головою Паризького суду допомоги (фр. La cour des aides de Paris). Успадкувавши кращі традиції судового стану, Мальзерб вирізнявся прямодушністю, любов'ю до справедливості та гуманністю: як головуючий у столичному суді допомоги він різко засуджував зловживання при стягненні податків і шалені витрати двору. Мальзерб наполегливо доводив до відома Людовіку XV про тяжке становище Франції, пропонував відновлення Нантського едикту, скасування тортур та lettres de cachet.
На посаді головного директора книжкової торгівлі Кретьєн доклав чимало зусиль для поширення філософії XVIII століття у Франції. Саме в цей час з'явилася знаменита «Енциклопедія»; він відкрито висловлювався за свободу друку та боровся із цензурою. Під час боротьби короля зі столичним парламентом Мальзерб виступив на захист останнього і зажадав скликання генеральних штатів, захищаючи цим « справу народу, через який і для якого править король». 6 квітня 1771 року Людовік XV, на вимогу канцлера Рене Нікола де Мопу, усунув Мальзерба від справ, розпустивши Паризький суд допомоги.
У 1774 року, вже за Людовика XVI, Мальзерба, котрий обіймав посаду міністра королівського двору, знову призначили керівником відновленого паризького суду допомоги. Розділяючи погляди та проекти Тюрго, Кретьєн-Гійом мріяв про радикальні реформи державного управління, скасував lettres de cachet, звільнив чимало невинно ув'язнених.
Проте плани обох міністрів розбилися об реакцію, і 12 травня 1776 року Мальзерб спільно з Тюрго вийшов у відставку. У 1787 році Кретьєн вдруге був запрошений зайняти міністерський пост як хранитель державного друку. Втім, у своєму кріслі він протримався лише до наступного року, після чого остаточно пішов із Парижа у вигнання.
З моменту скликання генеральних штатів він стежив за становищем короля, таємно листувався з ним і сміливо зголосився захищати Людовіка XVI перед Конвентом (у парі з Тронше і де Сезом). Він написав Бареру, голові Конвенту, лист, де відкрито висловив свою відданість королю. Смертний вирок королю Мальзерб зустрів риданнями.
Незабаром він сам був звинувачений у змові проти Республіки: у грудні 1793 Кретьєн-Гійом, разом з дочкою, зятем і онуками, був заарештований і поміщений у в'язницю Пор-Лібр (фр. Port-Libre). Мальзерб відмовився від захисника, і в ніч з 22 на 23 квітня 1794 року спокійно зійшов на ешафот, разом з дочкою і зятем.

## Твори

### Офіційні тексти
Тексти Мальзерба, написані під час виконання своїх посадових обов'язків.
- Malesherbes à Louis XVI ou Les Avertissements de Cassandre : mémoires inédits (1787-1788) édités par Valérie André, Tallandier, 2011, ISBN 978-2847347081.
- Badinter 1978, Les Remontrances de Malesherbes (1771-1775).
- Anonyme [i.e. M. Auger], Mémoires pour servir à l'histoire du droit public de la France en matière d'impôts ou Recueil sur ce qui s'est passé de plus intéressant à la Cour des aides depuis 1756 jusqu'au mois de juin 1775, Bruxelles [i.e. Paris], [S.n.], 1779, avec un supplément de 10 pages. Cet ouvrage, imprimé avec permission tacite, est resté hors commerce. Certains textes ne sont pas de Malesherbes[8].

### Інші твори
- Sur la nécessité de diminuer les dépenses
- Introduction à la botanique[9], 1783, inédit, manuscrits de la Bibliothèque de l'Institut de France, coll. Benjamin Delessert, Ms 997.
- Mémoire sur les moyens d'accélérer les progrès de l'économie rurale en France, [lu à la Société royale d'agriculture], Paris, Impr. de Ph.-D. Pierres, 1790, 88 p. Disponible dans Gallica.
- Idées d'un agriculteur patriote sur le défrichement des terres incultes, sèches et maigres, connues sous le nom de landes, garrigues, gâtines, friches…, Paris, Impr. de Vve Hérissant, 1791, 18 p.
- Mémoire sur la Librairie.
  - Présenté et commenté par Roger Chartier, Paris, Imprimerie nationale, 1994, 350 p. ISBN 2-11-081201-X. Compte rendu.
- Mémoire sur la liberté de la presse.
  - Présenté et commenté par Roger Chartier, Paris, Imprimerie nationale, 1994, 350 p. ISBN 2-11-081201-X. Compte rendu.
- Voyage en Angleterre, Desjonquères, Paris, 2009, 222 p. ISBN 978-2-84321-114-0.

### Листування
- Lettres sur la révocation de l'édit de Nantes, 1788.

## Пам'ять
На честь нього названо: Бульвар Мальзерба у VIII окрузі Парижа та однойменна станція на лінії 3 Паризького метрополітену.